# Pankratzberg (Breitenwaida)

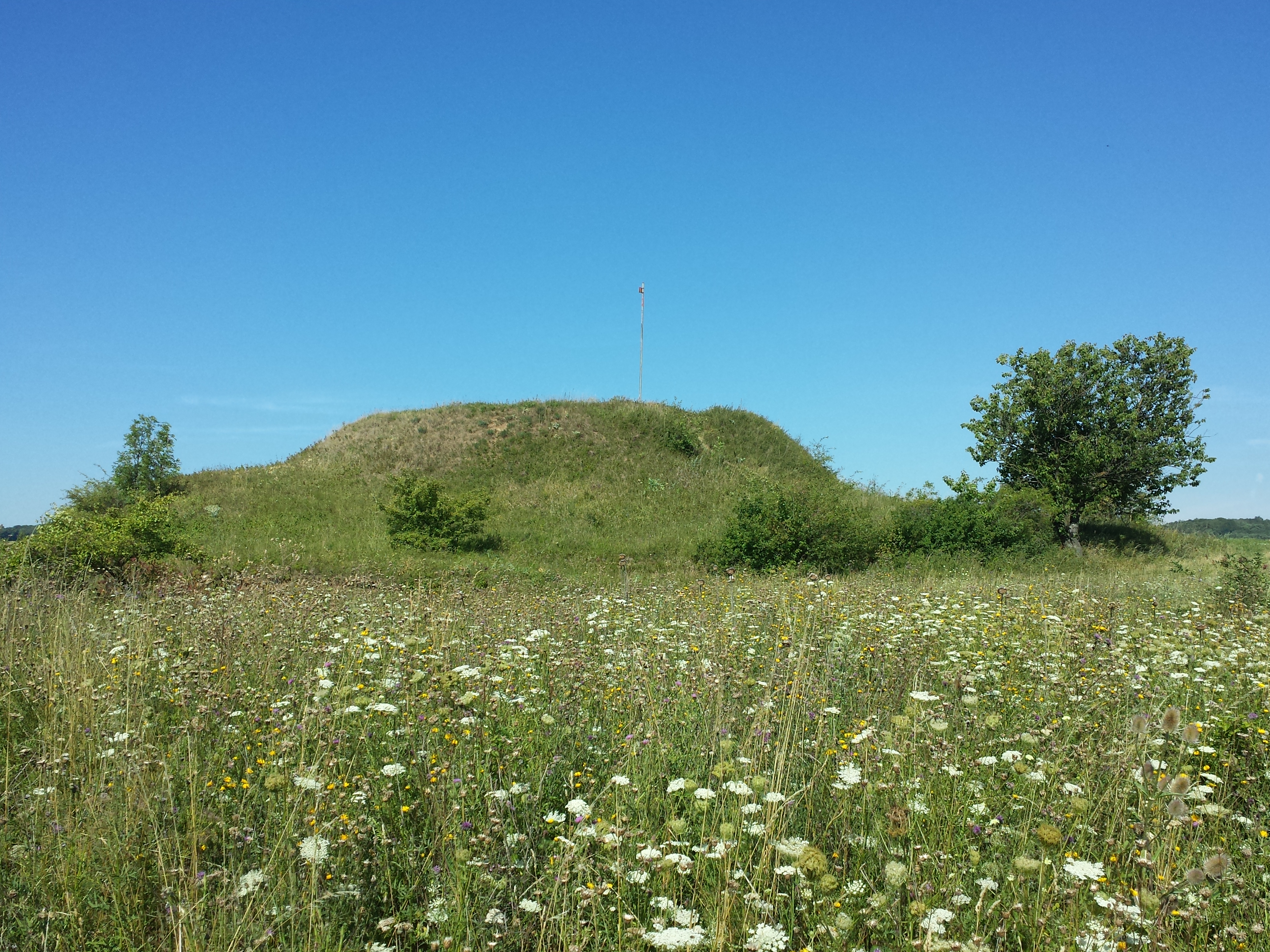
Pankratzberg

Der Pankratzberg (auch Pankraziberg oder nur Pankraz ) ist ein künstlicher Hügel. Er liegt in der Katastralgemeinde Breitenwaida (Gemeinde Hollabrunn), auf einer Geländekante (301 m) über dem Ort Kleedorf und bietet eine gute Aussicht auf die Verbindungsstrecke zwischen Göllersbach- und Schmidatal.
Der kleine Hügel hat die Form eines regelmäßigen, oben abgeflachten Kegelstumpfs mit einem Plateaudurchmesser von 15 m.
Das Bodendenkmal hat eine lange und wechselhafte Geschichte und liegt in der Nähe der Kreisgrabenanlagen bei Puch und Kleedorf (Kreisgrabenanlage Puch, Kreisgrabenanlage Kleedorf).

## Geschichte

### Hallstattzeitlicher Grabhügel
Der Pankratzberg hat die typische Form eines hallstattzeitlichen Tumulus. Während der Hallstattzeit wurde an dieser Stelle ein Grabhügel für einen reichen oder mächtigen Herrn, wahrscheinlich einen Fürsten, aufgeschüttet. Funde aus dem Jahr 1875 belegen diese Funktion.

### Hochmittelalterlicher Hausberg
Nachdem der Hügel für fast 2000 Jahre in Vergessenheit geraten war, wurde dieser im Hochmittelalter für die Errichtung eines Wehrturmes oder einer Turmburg aus Holz umgestaltet. Dazu wurde die Spitze des Tumulus eingeebnet und das Plateau geschaffen, das noch heute vorhanden ist.
Zusätzlich war die Anlage mit einem umlaufenden Wall samt Palisade abgesichert.

### Spätmittelalterliche Kirchberg
Um das Jahr 1400 wurde der Burghügel aufgegeben und eine spätmittelalterliche Kapelle zu Ehren des Hl. Pankratius errichtet, die im Jahr 1411 erstmals genannt wird.
In den Wirren der Reformation verliert die Kapelle an Bedeutung und wird zu Ende des Dreißigjährigen Krieges schon als Ruine beschrieben.
Auf Anordnung von Kaiser Joseph II. wurden die Mauerreste abgetragen und als Baumaterial für den Pfarrhof und die Schule in Breitenwaida genutzt.

## Der Pankratzberg heute
Der Pankratzberg ist über Wander- und Radwege als beliebter Aussichtspunkt erschlossen. Seit dem Jahr 2010 ist der Pankratzberg aufgrund des Trockenrasen geschützt. Informationstafeln geben Auskunft über die Geschichte und die botanischen Besonderheiten.